# Tomás Aniceto de la Bodega y Quadra
Tomás Aniceto de la Bodega Quadra y Mollinedo (Lima, 1731 - 17 de junio de 1801), fue un sacerdote criollo de origen vizcaíno que ocupó altos cargos eclesiásticos y académicos en el Virreinato del Perú. Rector de la Universidad de San Marcos.

## Biografía
Sus padres fueron el vizcaíno Tomás de la Bodega Quadra y de las Llanas, acaudalado comerciante y cónsul en Cuzco y Lima, y la limeña Francisca de Mollinedo y Losada. Hermano mayor del célebre marino Juan Francisco de la Bodega y Quadra. Inició sus estudios en el Real Colegio de San Martín (1744), y decidida su vocación religiosa pasó al Seminario de Santo Toribio.
Después de ejercer algunos curatos, fue incorporado al Cabildo Metropolitano de Lima como medio racionero (1768), fue promovido luego a racionero (1774) y canónigo doctoral (1792) sucesivamente. En tal condición, fue consultor del Concilio Provincial Limense (1772) y examinador sinodal del arzobispado. Asimismo, asumió en la Universidad las cátedras de Instituta (1782) y Decreto (1792). Elegido rector sanmarquino (1796), al terminar su gestión se excusó de ejercer la cátedra por enfermedad, falleciendo poco después.
| Predecesor: Cristóbal Montaño | Rector de la Universidad de San Marcos 1796 - 1799 | Sucesor: José Miguel de Villalta |